# Ismaïla Sarr
Ismaïla Sarr (sinh ngày 25 tháng 2 năm 1998) là một cầu thủ bóng đá chuyên nghiệp người Sénégal hiện đang thi đấu cho câu lạc bộ Premier League Crystal Palace và đội tuyển bóng đá quốc gia Senegal ở vị trí tiền vệ cánh hoặc tiền đạo.

## Sự nghiệp câu lạc bộ
Sinh ra ở Saint-Louis ,Senegal, Sarr bắt đầu sự nghiệp bóng đá của mình với câu lạc bộ bóng đá Génération Foot của Senegal

### Metz
Vào ngày 13 tháng 7 năm 2016, Sarr ký hợp đồng chuyên nghiệp đầu tiên với FC Metz có thời hạn 5 năm,anh ra mắt giải đấu trong chiến thắng 3-2 trên sân nhà trước Lille OSC tại Sân vận động Saint-Symphorien, sân nhà của FC Metz.

### Stade Rennais
Vào mùa hè 2017,Sarr từ chối Barcelona để đến với Stade Rennais.Vào ngày 26 tháng 7 năm 2017, Sarr đã ký hợp đồng 4 năm với đội bóng Rennes của Ligue 1,Phí chuyển nhượng được cho là rơi vào khoảng 17 đến 20 triệu euro.

### Watford
Vào ngày 8 tháng 8 năm 2019, Sarr gia nhập câu lạc bộ Premier League Watford theo hợp đồng có thời hạn 5 năm. Phí chuyển của thương vụ này là kỷ lục của câu lạc bộ Watford và được cho là khoảng 30 triệu bảng.Anh ấy ghi bàn thắng đầu tiên cho Watford trong trận đấu ở EFL Cup với Coventry City vào ngày 27 tháng 8 năm 2019.
Vào ngày 29 tháng 2 năm 2020, Sarr ghi hai bàn thắng và một pha kiến tạo trong chiến thắng 3–0 trên sân nhà của Watford trước Liverpool,qua đó làm cho Liverpool nhận thất bại đầu tiên trong mùa giải 2019–20 và chấm dứt chuỗi 44 trận bất bại của câu lạc bộ này.

## Thống kê sự nghiệp

### Câu lạc bộ
Tính đến 24 tháng 4 năm 2021
| Câu lạc bộ          | Mùa giải            | Giải đấu | Giải đấu | Cúp quốc gia | Cúp quốc gia | Cúp liên đoàn | Cúp liên đoàn | Châu Âu | Châu Âu | Khác | Khác | Tổng cộng | Tổng cộng |
| Câu lạc bộ          | Mùa giải            | Trận     | Bàn      | Trận         | Bàn          | Trận          | Bàn           | Trận    | Bàn     | Trận | Bàn  | Trận      | Bàn       |
| ------------------- | ------------------- | -------- | -------- | ------------ | ------------ | ------------- | ------------- | ------- | ------- | ---- | ---- | --------- | --------- |
| Metz                | 2016–17             | 31       | 5        | 0            | 0            | 2             | 0             | —       | —       | —    | —    | 33        | 5         |
| Rennes              | 2017–18             | 24       | 5        | 1            | 0            | 2             | 0             | —       | —       | —    | —    | 27        | 5         |
| Rennes              | 2018–19             | 35       | 8        | 5            | 1            | 1             | 0             | 9       | 4       | —    | —    | 50        | 13        |
| Rennes              | Tổng cộng           | 59       | 13       | 6            | 1            | 3             | 0             | 9       | 4       | 0    | 0    | 77        | 18        |
| Watford             | 2019–20             | 28       | 5        | 0            | 0            | 2             | 1             | —       | —       | —    | —    | 30        | 6         |
| Watford             | 2020–21             | 39       | 13       | 1            | 0            | 0             | 0             | —       | —       | —    | —    | 40        | 13        |
| Watford             | Tổng cộng           | 67       | 18       | 1            | 0            | 2             | 1             | —       | —       | —    | —    | 70        | 19        |
| Tổng cộng sự nghiệp | Tổng cộng sự nghiệp | 155      | 35       | 7            | 1            | 7             | 1             | 9       | 4       | 0    | 0    | 178       | 41        |

### Quốc tế
Tính đến ngày 29 tháng 1 năm 2024
| Đội tuyển quốc gia | Năm       | Trận | Bàn |
| ------------------ | --------- | ---- | --- |
| Sénégal            | 2016      | 1    | 0   |
| Sénégal            | 2017      | 9    | 2   |
| Sénégal            | 2018      | 10   | 1   |
| Sénégal            | 2019      | 9    | 1   |
| Sénégal            | 2020      | 3    | 1   |
| Sénégal            | 2021      | 8    | 4   |
| Sénégal            | 2022      | 12   | 2   |
| Sénégal            | 2023      | 3    | 0   |
| Sénégal            | 2024      | 5    | 1   |
| Tổng cộng          | Tổng cộng | 61   | 12  |

#### Bàn thắng quốc tế
Bàn thắng và kết quả của Sénégal được để trước.
| #   | Ngày                 | Địa điểm                                                    | Đối thủ         | Bàn thắng | Kết quả | Giải đấu                      |
| --- | -------------------- | ----------------------------------------------------------- | --------------- | --------- | ------- | ----------------------------- |
| 1.  | 8 tháng 1 năm 2017   | Sân vận động Municipal de Kintélé, Brazzaville, Congo       | Libya           | 2–1       | 2–1     | Giao hữu                      |
| 2.  | 5 tháng 9 năm 2017   | Sân vận động 4 tháng 8, Ouagadougou, Burkina Faso           | Burkina Faso    | 1–1       | 2–2     | Vòng loại FIFA World Cup 2018 |
| 3.  | 8 tháng 6 năm 2018   | Sân vận động Gradski vrt, Osijek, Croatia                   | Croatia         | 1–0       | 1–2     | Giao hữu                      |
| 4.  | 1 tháng 7 năm 2019   | Sân vận động 30 tháng 6, Cairo, Ai Cập                      | Kenya           | 1–0       | 3–0     | CAN 2019                      |
| 5.  | 9 tháng 10 năm 2020  | Sân vận động Moulay Abdellah, Rabat, Maroc                  | Maroc           | 1–3       | 1–3     | Giao hữu                      |
| 6.  | 8 tháng 6 năm 2021   | Sân vận động Lat-Dior, Thiès, Sénégal                       | Zambia          | 3–0       | 3–0     | Giao hữu                      |
| 7.  | 7 tháng 9 năm 2021   | Sân vận động Alphonse Massamba-Débat, Brazzaville, Congo    | Cộng hòa Congo  | 2–1       | 3–1     | Vòng loại FIFA World Cup 2022 |
| 8.  | 14 tháng 11 năm 2021 | Sân vận động Lat-Dior, Thiès, Sénégal                       | Cộng hòa Congo  | 1–0       | 2–0     | Vòng loại FIFA World Cup 2022 |
| 9.  | 14 tháng 11 năm 2021 | Sân vận động Lat-Dior, Thiès, Sénégal                       | Cộng hòa Congo  | 2–0       | 2–0     | Vòng loại FIFA World Cup 2022 |
| 10. | 30 tháng 1 năm 2022  | Sân vận động Ahmadou Ahidjo, Yaoundé, Cameroon              | Guinea Xích Đạo | 3–1       | 3–1     | CAN 2021                      |
| 11. | 29 tháng 11 năm 2022 | Sân vận động Quốc tế Khalifa, Doha, Qatar                   | Ecuador         | 1–0       | 2–1     | FIFA World Cup 2022           |
| 12  | 19 tháng 1 năm 2024  | Sân vận động Charles Konan Banny, Yamoussoukro, Bờ Biển Ngà | Cameroon        | 1–0       | 3–1     | CAN 2023                      |